# Quentin Jackson
Quentin Leonard „Butter“ Jackson (Springfield (Ohio), 13 januari 1909 - New York, 2 oktober 1976) was een Amerikaanse jazz-trombonist.
Jackson leerde trombone spelen bij zijn zwager, Claude Jones. Hij werkte bij Zack Whyte (1930), McKinney's Cotton Pickers (1931), het orkest van Don Redman (1932-1940), Cab Calloway (1940-1948) en Lucky Millinder. Van 1949 tot 1960 was hij lid van het orkest van Duke Ellington, daarna toerde hij met de bigband van Quincy Jones en speelde hij bij Count Basie (1961-1962). Hij werkte bij bassist en bandleider Mingus en speelde mee op diens albums 'The Black Saint and Sinner Lady' en 'Mingus Mingus Mingus Mingus' (1963). Ook was hij in 1963 weer kort actief bij Ellington. Hij was lid van de bands van drummer Louie Bellson en Gerald Wilson en maakte in de laatste jaren van zijn leven deel uit van de bigband van Thad Jones en Mel Lewis.
Quentin Jackson maakte eind jaren vijftig enkele opnames onder eigen naam. Hij is verder te horen op platen van onder andere Dinah Washington, Frances Faye, Randy Weston, Jimmy Smith, Milt Jackson, Shirley Scott, Herbie Mann, Louis Armstrong, Kenny Burrell,  Oliver Nelson en Manhattan Transfer.